# Zdobycie Moskwy (1238)
Zdobycie Moskwy przez Mongołów – mające miejsce w 1238 roku zajęcie, splądrowanie, wymordowanie mieszkańców i spalenie Moskwy wraz z pobliskimi wsiami przez  najeźdźców mongoło-tatarskich.
O wydarzeniu z 1238 roku krótko, aczkolwiek najbardziej szczegółowo, wspomina Latopis Ławrientiewski. Źródło informuje o tym, że Tatarzy zdobyli miasto, księcia Włodzimierza wzięli do niewoli, zabili wojewodę Filipa Niankę, wybili ludność, splądrowali, później spalili miasto i okoliczne wioski. Inne kroniki ruskie powielają ten opis, skracając go lub tylko wzmiankując o zdarzeniu. Ze źródeł spoza kręgu ruskiego o tymże fakcie informuje historyk perski Raszidoddin. Jako nazwę miasta podaje Makar, prawdopodobnie mając na myśli Moskwę. W jego relacji pojawia się informacja o tym, że oblężenie trwało pięć dni.
Z późniejszych źródeł wymienia się XVIII-wieczna, podpisana przez mag. Pausa notatka, wklejona do jednego z manuskryptów z uzupełnionym tekstem Latopisu Nikonowskego (Летопись Никоновская). Notatka stanowi streszczenie wcześniejszej, nieznanej kroniki ruskiej. Analiza językowa (badanie zwrotów frazeologicznych, stylu i słownictwa itd.) wykazała, że niezachowany oryginał pochodził z północnych obszarów Rusi, historyczna – że najwcześniej można datować go na pierwszą połowę XIV wieku (najwcześniejsze tytułowanie Batu-chana carem). Z notatek Pausa wynika, że przy osadzie Tatarzy „bili Moskwę, nie przestając”. Może to świadczyć o użyciu przez nich broni miotającej. Ta informacja przypomina wzmiankę u Ali Ad-Dina Aty Malika Dżuwajniego o osadzie niezidentyfikowanego miasta „M.k.s.” na Rusi (przypuszczalnie jest to Moskwa, choć lokalizacja niepotwierdzona). W dalszej części notatki Pausa znajduje się opis oblężenia w następującej chronologii: udany wypad moskwian, ucieczka Tatarów, podciągnięcie pod mury miejskie wszystkich sił Batu-chana, pojmanie i poćwiartowanie wojewody, zdobycie i spalenie miasta. Te działania wojenne mogły trwać kilka dni, co by się zgadzało z relacją Raszidoddina.
Trudność badaczom w notatce Pausa nastręcza ocena faktów udanego wypadu moskwian przeciwko Tatarom i zabicie Filipa Nianki. Z XVII-wiecznej Historii scytyjskiej Andrieja Łyzłowa można wnioskować o aktywności obrońców Moskwy. Przypuszczalnie autor dzieła czerpał wiadomości z nieznanych współcześnie źródeł, z którymi jednak mógł się zetknąć w XVIII wieku Paus. Mogły to być niezachowane latopisy, których wydźwięk w aspekcie historyczno-politycznym był odmienny od Latopisu Ławrientiewskiego. Sam Latopis Ławrientiewski i pozostałe źródła ruskie z tego okresu łagodzą nieco okrucieństwo wojsk tatarskich i nie relacjonują niektórych inicjatyw Rusinów w obronie przeciwko najeźdźcom. Prawdopodobnym i realistycznym wydaje się też zabójstwo Filipa Nianki poprzez posiekanie go na części. Opis podobnego sposobu zabicia spotykany jest w innych źródłach z epoki – u Raszidoddina i Dżuwajniego jest to, dla przykładu, zamordowanie Połowca Baczmana przez Mongkego.